# ماركو كابوانو
ماركو كابوانو (بالإيطالية: Marco Capuano)‏ (14 أكتوبر 1991 ببسكارا في إيطاليا - ) هو لاعب كرة قدم إيطالي في مركز الدفاع. شارك مع منتخب البرتغال تحت 17 سنة لكرة القدم ومنتخب إيطاليا تحت 21 سنة لكرة القدم. أما مع النوادي، فقد لعب مع نادي بيسكارا ونادي تورينو ونادي كالياري.

## روابط خارجية
- ماركو كابوانو على موقع قاعدة بيانات كرة القدم.إي يو (الإنجليزية)
- ماركو كابوانو على موقع Soccerway.com (الإنجليزية)
- ماركو كابوانو على موقع عالم كرة القدم.نت (الإنجليزية)
- ماركو كابوانو على موقع AS.com (الإسبانية)